# Rivière du Roi Soleil

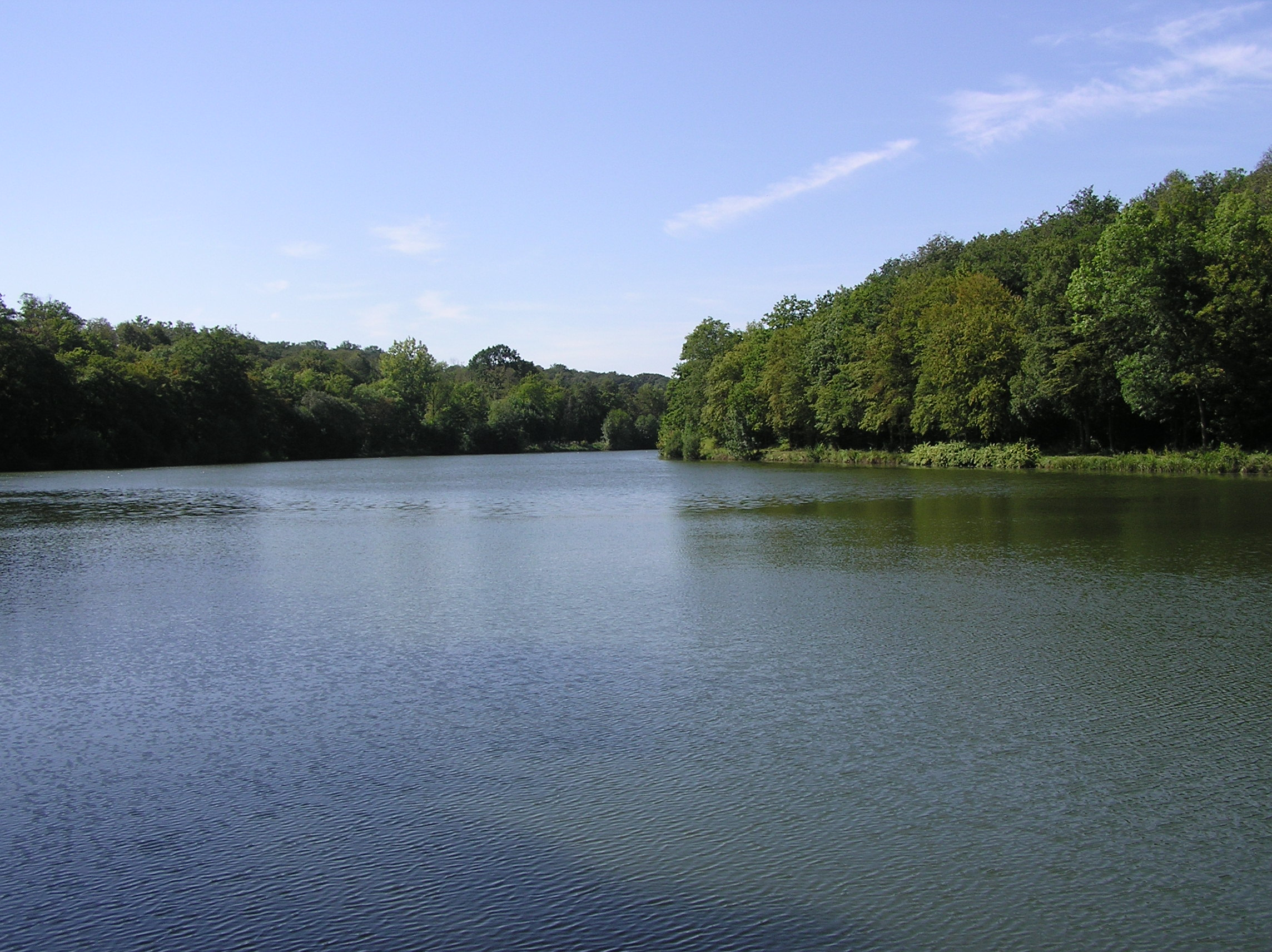
L'étang du Val-d'Or, un des étangs de La Minière à Guyancourt (ca 1675).

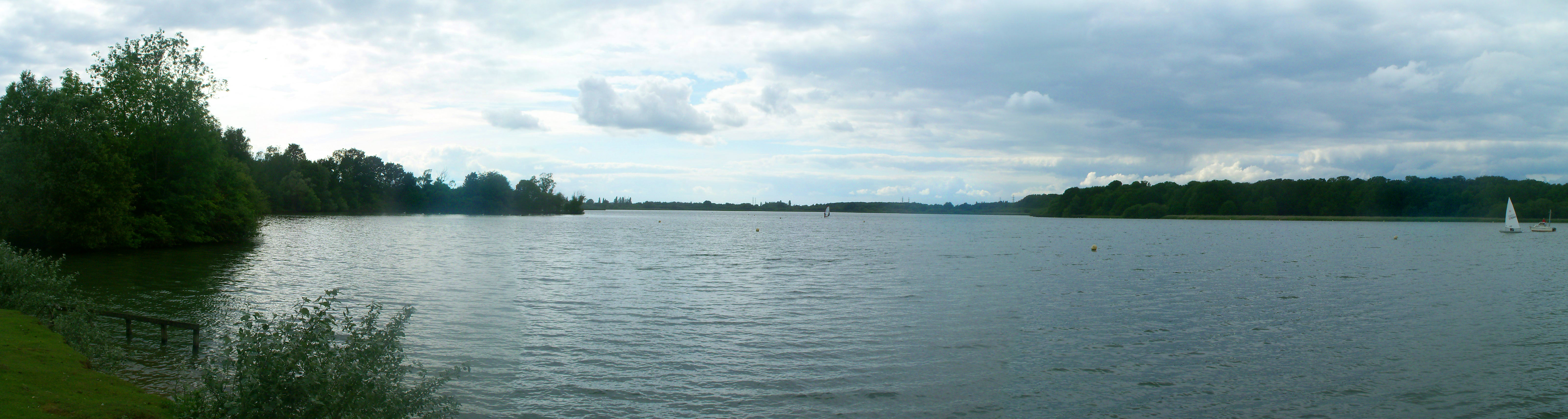
Panorama de l'étang de Saint-Quentin vers le Nord-Ouest.

La « rivière du Roi Soleil » ou « rivière royale » est un nom d'apparition récente, donné par des organismes et guides touristiques à un ensemble d'aménagements hydrauliques réalisés sous Louis XIV entre 1668 et 1685, pour alimenter en eau le parc du château de Versailles.
Cet ensemble a aujourd'hui principalement une vocation touristique. Il sert également à réguler les eaux de ruissellement, de drainages agricoles ainsi que les eaux pluviales urbaines de cette partie des Yvelines. Sa dénomination n'a aucune origine historique démontrée.
Depuis le 9 avril 2021, la majeure partie des plans d'eau et aqueducs du réseau font partie de la réserve naturelle nationale des étangs et rigoles d'Yveline.

## Origine

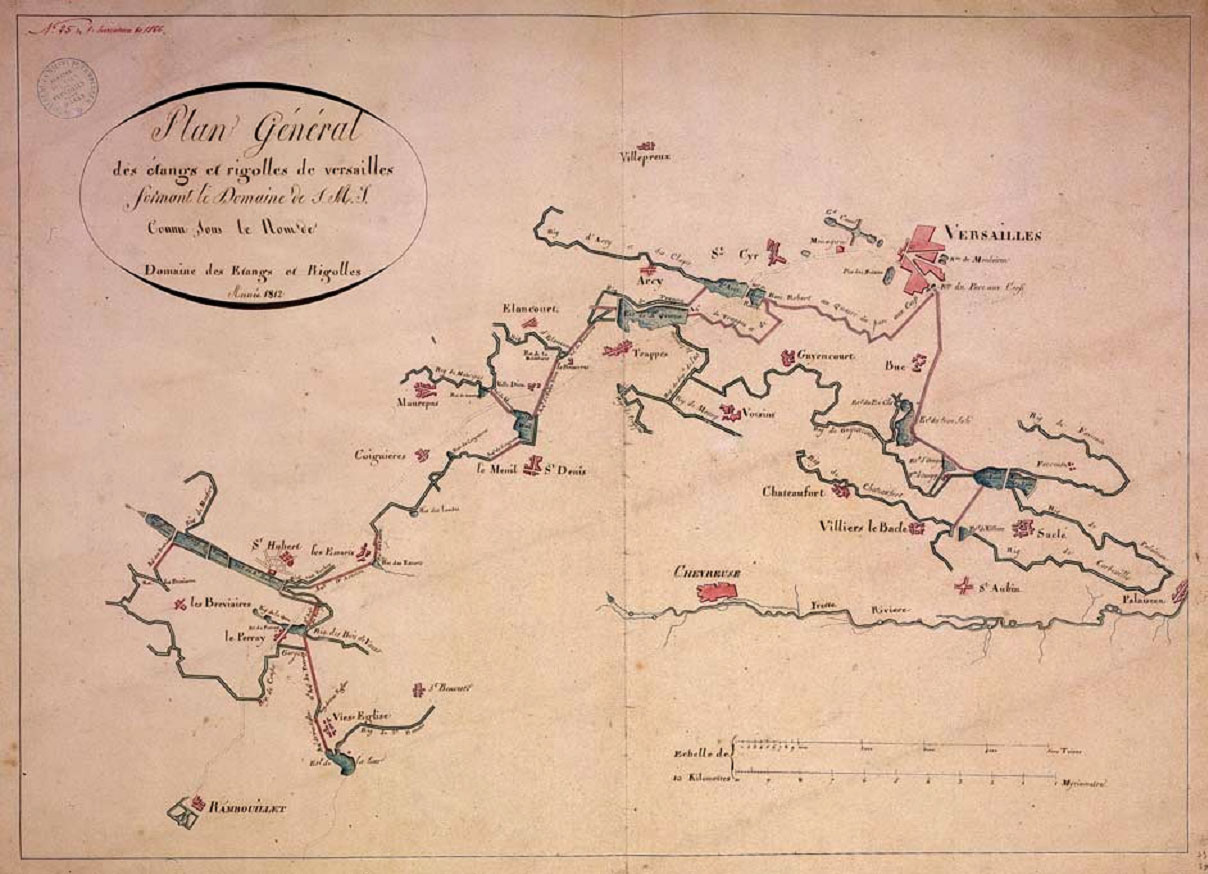
Plan général des étangs et rigolles de Versailles datant de 1812

Le nom actuel de « rivière du Roi-Soleil » ou « rivière royale » recouvre le réseau supérieur de captage des eaux — le plus haut en altitude — qui pouvait alimenter par gravité les plus hautes fontaines du parc de Versailles. Sa construction date de la fin du XVIIe siècle.
Ce réseau s'étend du plateau de Rambouillet, drainé par 70 kilomètres de rigoles (fossés maçonnés) dont l'eau est recueillie par dix étangs, jusqu'à une grande rigole principale de 22 kilomètres de long, située en contrebas de l'ensemble et qui achemine les retenues des étangs vers celui de Saint-Quentin.
De nos jours, ce réseau n'est plus relié au parc de Versailles mais reste visible dans sa quasi-totalité. Dans un état de bonne conservation et encore fonctionnels, les rigoles, digues, vannages et ponceaux sont gérés par le Syndicat mixte d'aménagement et de gestions des étangs et rigoles (SMAGER). Ils permettent à l'heure actuelle de recueillir les eaux de pluie de multiples agglomérations et d'administrer l'équilibre hydraulique de cette partie de la région parisienne.

## Organisation
Le système complet, encore visible, comprend :

### Les rigoles de collecte
Ces fossés construits par Vauban drainent environ 8 900 hectares de terre sur le plateau de Rambouillet. La longueur de ce réseau est d'environ 70 kilomètres.
On peut par exemple citer la « rigole des Clayes » dans la forêt de Bois-d'Arcy (en haut au milieu sur la carte de précédente).

### Les plans d'eau

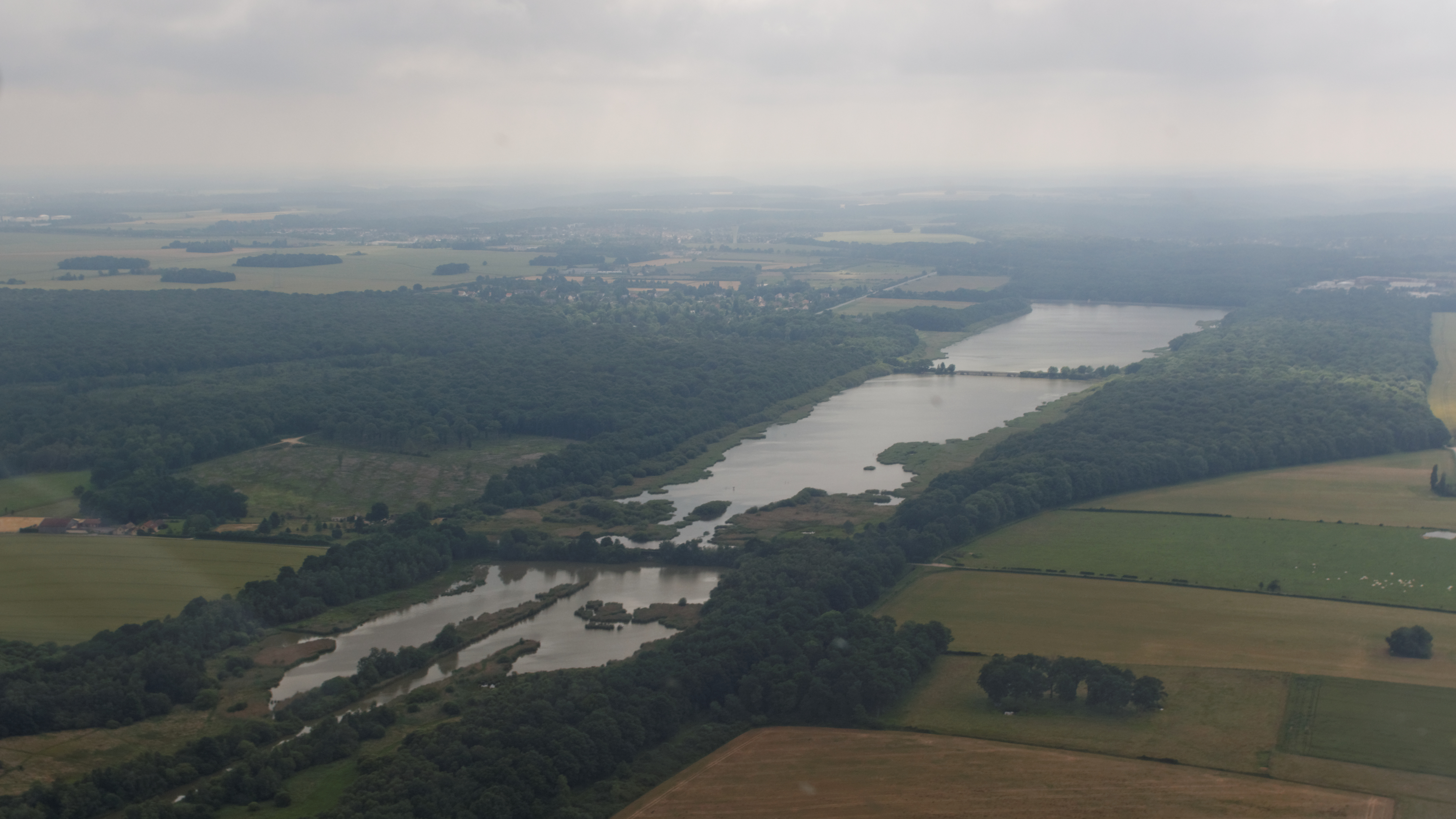
L'étang de Hollande.

Une dizaine d'étangs permettent de collecter les eaux des rigoles : étangs de la Tour, du Perray, de Hollande-Saint-Hubert, des Noës ainsi que l'étang de Saint-Quentin. Ils couvrent une surface de 200 hectares.

### Les digues
Destinées à assurer l'étanchéité des étangs, elles sont formées de glaise damée sur environ deux mètres de hauteur et atteignent, en certains endroit, sept mètres de haut.

### Les aqueducs souterrains

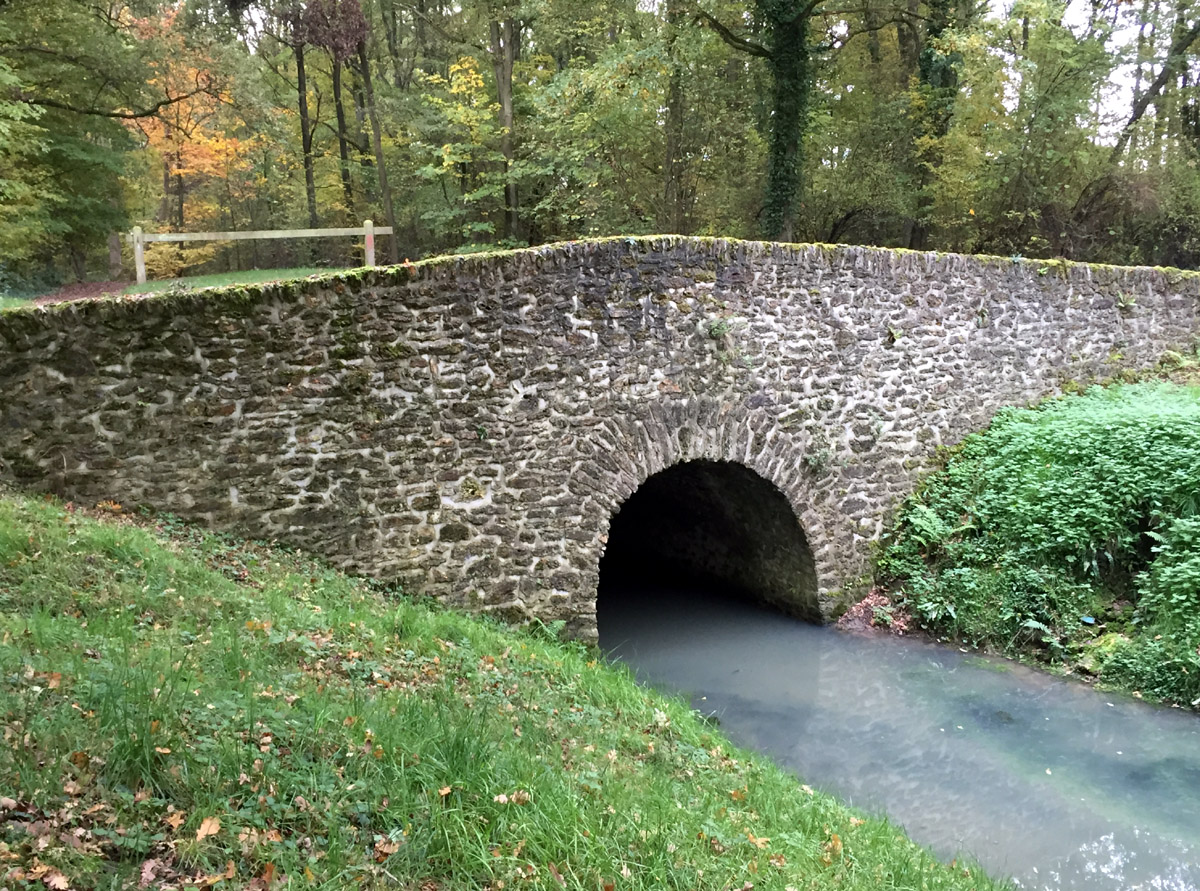
L'aqueduc de Vieille Église.

Ces ouvrages reliant sous terre l'étang de la Tour à celui de Saint-Quentin datent également de la fin du XVIIe siècle et sont destinés à favoriser l'évacuation gravitaire de l'eau en passant sous les tertres et reliefs trop hauts.

### Les chambres de soupape
Situés en bordure des étangs, ces petits pavillons abritent une soupape en bronze (diamètre : 30 centimètres) permettant d'effectuer la vidange du plan d'eau dans le Grand lit de rivière.

### Le «Grand lit de rivière»

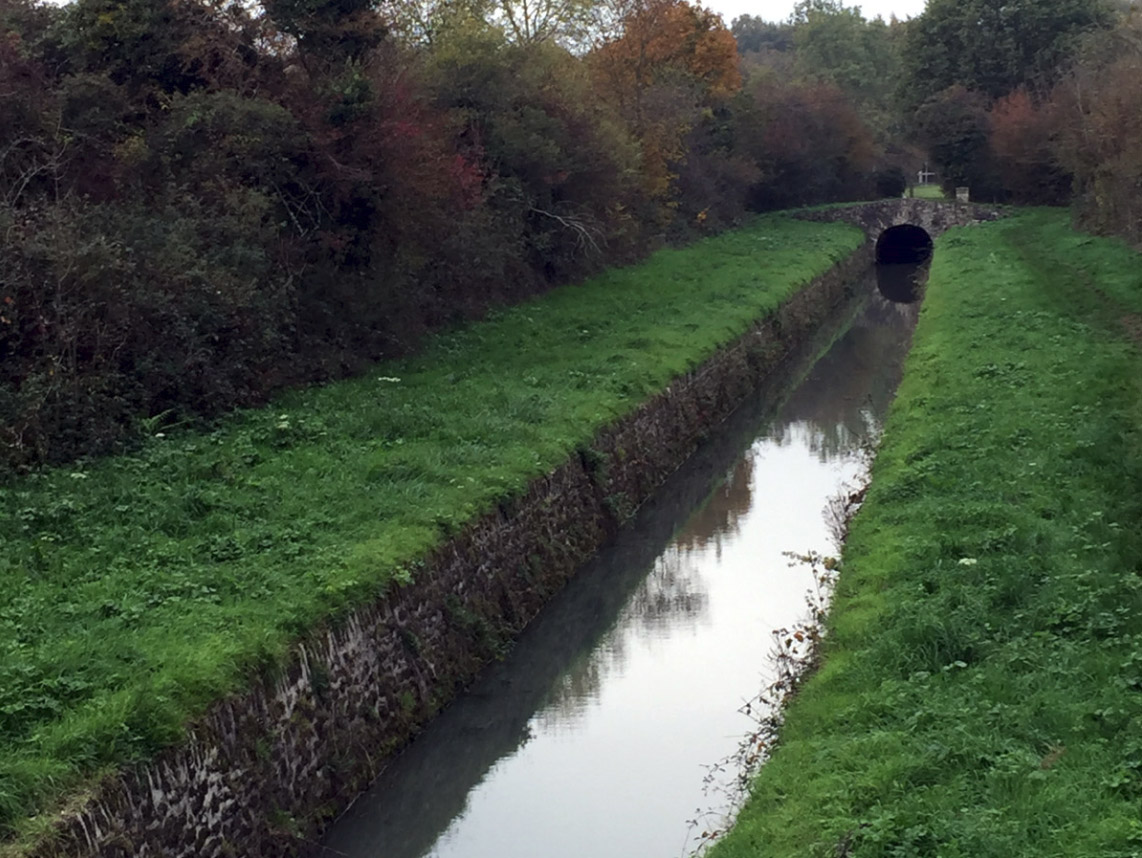
Le Grand lit de rivière - rigole des Pieds-Droits.

Cette dénomination historique[réf. souhaitée] désigne la grande rigole principale qui, en contrebas de tout ce qui précède, dirige l'ensemble des eaux vers l'étang de Saint-Quentin. D'une longueur de 22 kilomètres, souterraine pour la moitié de son parcours, cette rigole est large de 4 à 5 mètres et profonde de 2 à 4 mètres. Sur sa partie découverte, une large emprise foncière (4 à 20 mètres de chaque côté) permet la circulation du public.

### Les «haricots»

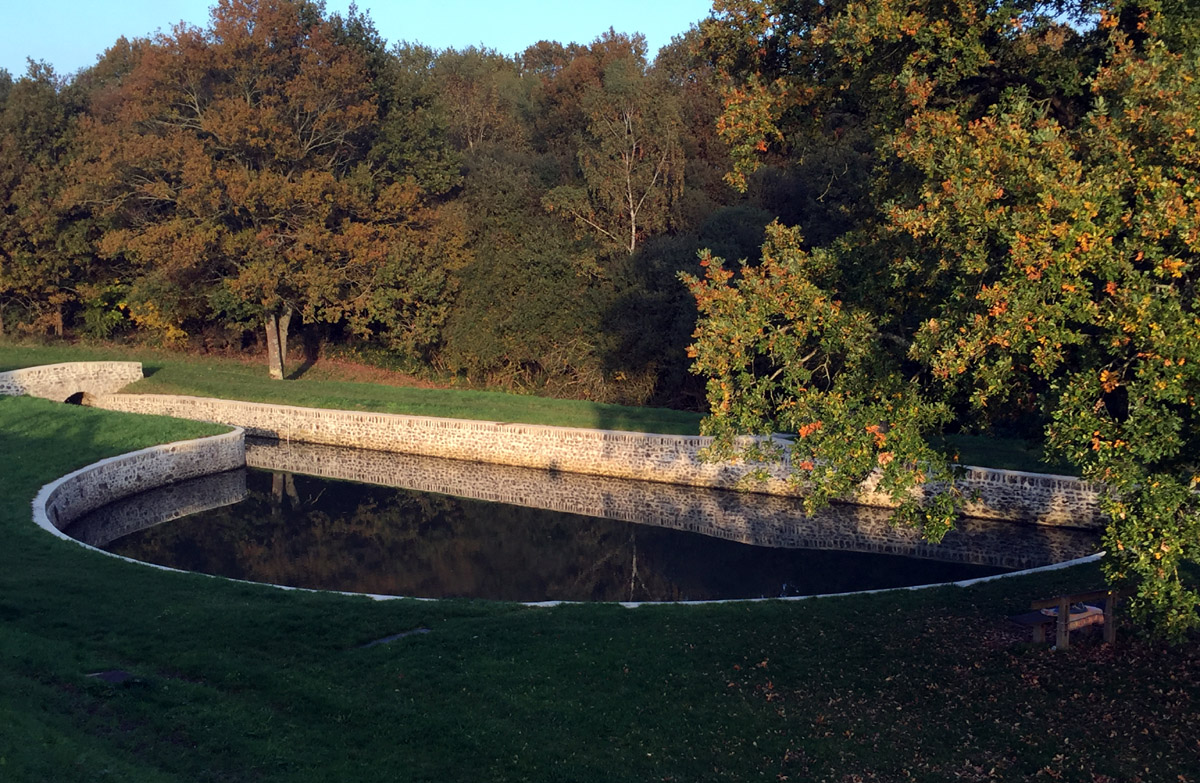
Le haricot de l'étang du Perray.

Pour animer les jeux d'eau du château de Versailles il fallait procéder aux lâchers dans le Grand lit de rivière en évitant la formation de vagues, pour limiter l'érosion des berges et le risque – en cas de rigole déjà bien remplie – de submersion. C'est pourquoi des bassins de dissipation de l'énergie hydraulique ont été creusés en demi-cercle (d'où leur nom de « haricot ») au niveau de l'étang de Saint-Hubert et de l'étang du Perray. Un étang de pêcherie est situé en amont de chacun de ces haricots. Lors des vidanges des étangs, une partie des poissons était orientée vers ce type d'étang dans lequel des pêches pouvaient être organisées pour les capturer. Aujourd'hui, ces étangs de pêcherie ne sont plus utilisés.

## Utilisation
Quoiqu'artificiel à son origine, cet ensemble est devenu un vaste écosystème inscrit au réseau Natura 2000, et comptant parmi les premières zones humides d'Île-de-France.
Ce témoignage historique des aménagements du Grand Siècle constitue aujourd'hui un site touristique et sert de cadre à des randonnées pédestres, équestres ou à bicyclette. La plupart des guides touristiques et offices de tourisme de la région, Saint-Quentin-en-Yvelines, Rambouillet, Auffargis, parc naturel de Chevreuse, Le Perray-en-Yvelines, le mentionnent.
Il accueille également des activités de chasse et de pêche.